# Чхеидзе, Ушанги Викторович
Ушанги Ви́кторович Чхеи́дзе (груз. უშანგი ვიქტორის ძე ჩხეიძე; 28 ноября 1898 — 15 марта 1953) — грузинский актёр, на сцене с 1921 года. Народный артист Грузинской ССР (1933). В 1928—1935 гг. играл в Грузинском театре им. К. Марджанишвили.

## Биография
Учился в Тбилисском государственном университете, параллельно занимался в театральной студии режиссёра Г. Джабадари. Первоначально он принимал участие в представлениях театра рабочих (Авчальская аудитория, Авлабарский театр, Центральный клуб Тбилисских рабочих).
С 1920 года работал в Тбилисском театре Грузинской драмы, а с 1921 в Театре им. Руставели. С успехом сыграл роли: Виктора и Аристо (в «Счастье Ирине» и «Мачеха Саманишвили» Д. Клдиашвили), Элизбара (в «Панихиде кнута» С. Шаншиашвили), короля Джимшера (в «Свете» И. Гедеванишвили) и др. В 1925 году У. Чхеидзе блестяще сыграл Гамлета (в «Гамлете»), Яго (в «Отелло») У. Шекспира и стал всеобще признанным драматическким актёром. 
После того, как К. Марджанишвили в 1928 году покинул театр имени Руставели и создал новый театр в Кутаиси, Чхеидзе был в числе учеников Котэ Марджанишвили, которые последовали за своим учителем и создали новый театр, который в 1930 году был переведён в Тбилиси и после смерти Марджанишли получил его имя. В этом театре он высокохудожественно сыграл роли в постановках К. Марджанишвили (1928—1933) Карла Томаса (в пьесе «Гоп-ля! Мы живы!» Толлера), Беглара (в пьесе «Как это было» К. Каладзе), Уриеля Акоста (в «Уриель Акоста» К.Гуцкова), Кваркваре (в «Кваркаре Тутабери» П. Какабадзе) и др.
Ушанги Чхеидзе, как артист, отличался страстным темпераментом, чувством правды, необыкновенной сценической очаровательностью и широким артистическим диапазоном. Его творчество покоряло зрителей своим мужественным тоном, героическим духом, юмором. Он с одинаковым успехом играл как трагические, так и комические роли. 
Пьеса Чхеидзе «Гиоргий Саакадзе» ставилась на сцене театра им. К. Марджанишвили (в постановке В. Кушиташвили в 1940 году и В. Таблиашвили в 1953 году). У. Чхеидзе написал книги: «К. Марджанишвили — режиссёр и учитель» (1949), «Воспоминания и письма» (1956). Он сыграл в кино в ролях: Нико в «Перед бурей» (1925), секретаря райкома Юлони в «Золотистой долине» (1937) и др.

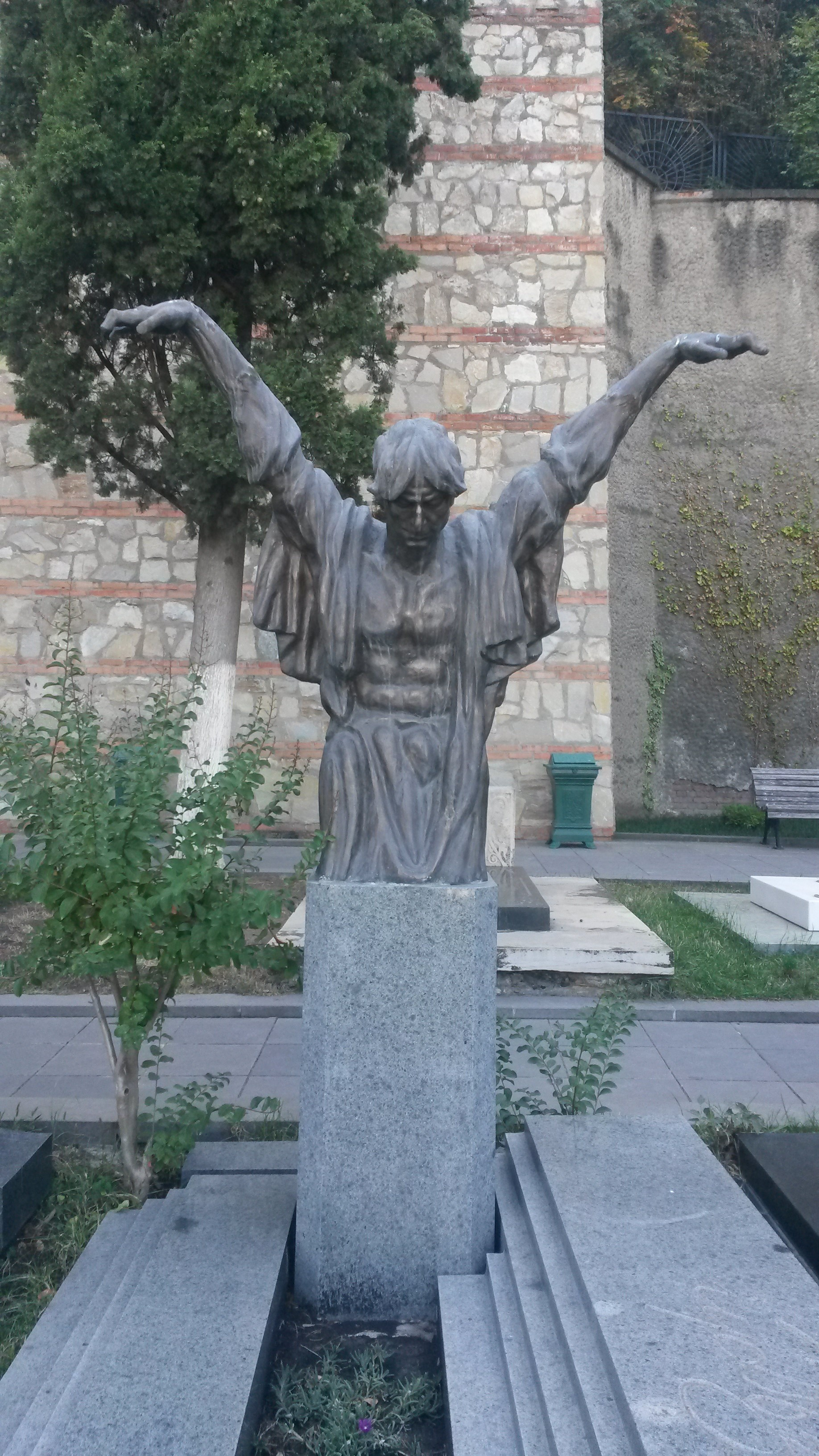
Могила Ушанги Чхеидзе

У. Чхеидзе умер в 1953 году. Похоронен на Мтацминдском пантеоне в Тбилиси.

## Память
Театру расположенного в родном городе Чхеидзе — Зестафони присвоено имя артиста. Одна из улиц г. Зестафони также носит его имя, на этой же улице находится и его дом-музей.

## Фильмография
- 1929 — Трубка коммунара — каменщик Ру
- 1937 — Золотистая долина — Юлони